# Metropolitní oblast Rýn-Rúr
Metropolitní oblast Rýn-Rúr (německy Metropolregion Rhein-Ruhr, zkráceně MRR) je s více než deseti miliony obyvatel největší metropolitní oblastí v Německu. Jedná se o polycentrickou aglomeraci, která se rozkládá podél stejnojmenných řek Rýn a Rúr na ploše 7 110 km2 a celá leží na území spolkové země Severní Porýní-Vestfálsko. Rozkládá se od Porúří (Dortmund-Bochum-Essen-Duisburg) na severu až po města Mönchengladbach, Düsseldorf (hlavní město spolkové země), Wuppertal, Leverkusen, Kolín nad Rýnem (největší město spolkové země a čtvrté největší město Německa) a Bonn na jihu. Díky své poloze v rámci Modrého banánu je metropolitní oblast dobře dopravně spojena s dalšími hustě osídlenými oblastmi, jako je Randstad (Amsterdam, Rotterdam, Haag a Utrecht), Vlámský diamant (Brusel, Gent, Antverpy a Lovaň) a metropolitní oblast Rýn-Mohan (Frankfurt nad Mohanem, Wiesbaden, Mohuč a Darmstadt).

## Členění
Největšími městy v metropolitní oblasti jsou Kolín nad Rýnem s více než milionem obyvatel, dále Düsseldorf, Dortmund, Essen a Duisburg, každé s přibližně půl milionem obyvatel.
Oficiálně definovaná hranice metropolitní oblasti zahrnuje Hammu na východě, Mönchengladbach na západě, Bonn na jihu a Wesel na severu, přičemž severní hranice je podobná hranici Porúří.
V níže vytvořené tabulce jsou uvedena nejlidnatější města jednotlivých dílčích metropolitních oblastí, které společně tvoří metropolitní oblast Rýn-Rúr. Některé zdroje zahrnují do této metropolitní oblasti také Ratingen.
| Region + města                           | Počet obyvatel | Rozloha   |
| ---------------------------------------- | -------------- | --------- |
| Porúří                                   | 5 172 745      | 4 435 km2 |
| Dortmund                                 | 593 317        | 280 km2   |
| Essen                                    | 584 580        | 210 km2   |
| Duisburg                                 | 502 211        | 233 km2   |
| Bochum                                   | 365 742        | 145 km2   |
| Gelsenkirchen                            | 263 000        | 105 km2   |
| Oberhausen                               | 210 824        | 77 km2    |
| Düsseldorfská metropolitní oblast        | 2 944 700      | 2 404 km2 |
| Düsseldorf                               | 629 047        | 217 km2   |
| Wuppertal                                | 358 876        | 168 km2   |
| Mönchengladbach                          | 268 465        | 170 km2   |
| Neuss                                    | 154 139        | 99 km2    |
| Metropolitní oblast Kolín nad Rýnem-Bonn | 2 818 178      | 2 920 km2 |
| Kolín nad Rýnem                          | 1 084 831      | 405 km2   |
| Bonn                                     | 336 465        | 141 km2   |
| Leverkusen                               | 165 748        | 79 km2    |
| Celkem                                   | 10 935 623     | 9 759 km2 |

## Doprava

### Letecká
Nachází se zde čtyři mezinárodní komerční letiště a několik menších letišť pro všeobecné letectví.
| Letiště            | IATA | ICAO | Počet přepravených osob za rok 2019 |
| ------------------ | ---- | ---- | ----------------------------------- |
| Letiště Düsseldorf | DUS  | EDDL | 25,51 milionů                       |
| Letiště Kolín/Bonn | CGN  | EDDK | 12,39 milionů                       |
| Letiště Dortmund   | DTM  | EDLW | 2,72 milionů                        |
| Letiště Weeze      | NRN  | EDLV | 1,23 milionů                        |

### Silniční
V rámci celého Německa se zde nachází nejvíce dálnic.